# MacGyver
MacGyver is een Amerikaanse televisieserie, geproduceerd door Michel Greenburg, en tevens de naam van de hoofdfiguur uit deze serie. De serie werd oorspronkelijk van 29 september 1985 tot 21 mei 1992 uitgezonden. De serie telt in totaal 139 afleveringen.
De serie is geschreven door Lee David Zlotoff.

## Opzet
De serie draait om een uitermate vindingrijke ex-spion genaamd Angus MacGyver (gespeeld door Richard Dean Anderson).
In MacGyver gaat het voornamelijk om het gebruik van wetenschappelijke kennis en inventief gebruik van huis-tuin-en-keukenspullen. In combinatie met ducttape en zijn Zwitsers zakmes komen er bij MacGyver allerlei oplossingen voor haast uitzichtloze situaties (meestal een zaak van leven en dood).
Het bedenken en maken van complexe apparaten in tijdspanne van enkele minuten vormen vaak de rode draad van de aflevering. Alle oplossingen van MacGyver in de serie zijn gebaseerd op werkelijke natuurkundige principes. In enkele gevallen lukt het MacGyver om van huis-tuin-en-keukenchemicaliën een gif of een explosief te brouwen.
Het gebruik van alledaagse spullen om apparaten te bouwen is geïnspireerd op The A-Team (behalve dan dat MacGyver het gebruik van vuurwapens verafschuwt), en is in Amerika een populaire cultuur geworden die bekendstaat onder de naam 'MacGyverisme'.

## Personages

### Angus MacGyver

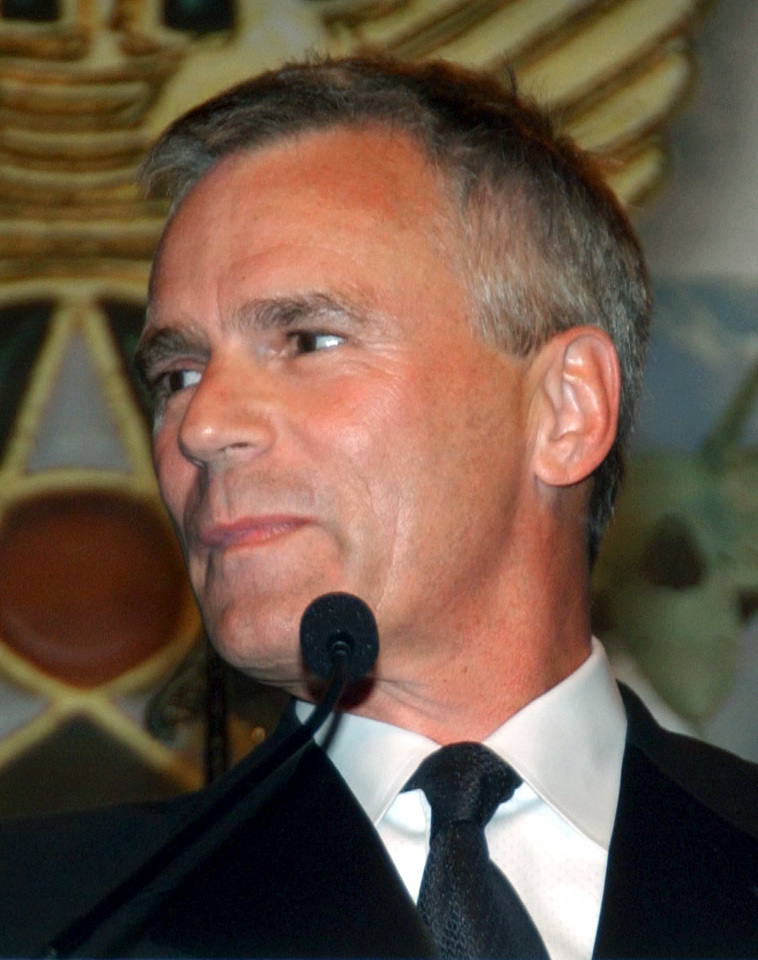
Richard Dean Anderson

De hoofdpersoon van de serie is een intelligente actieheld die liever geen geweld gebruikt en weigert een pistool te dragen of gebruiken omdat in zijn jeugd een ongeluk met een revolver resulteerde in de dood van een vriend. MacGyver maakt zijn apparaten vaak uit zelfverdediging en meestal maakt hij dingen die de vijand uitschakelen in plaats van te doden.
Angus wordt liever 'Mac' of 'MacGyver' genoemd. Nadat hij afgestudeerd is op diverse technische en wetenschappelijke vlakken gaat hij naar Californië. Zijn vader en oma zijn omgekomen bij een auto-ongeluk en zijn moeder overleed toen MacGyver op een geheime missie was. Hierdoor kon hij niet op de begrafenis zijn, hetgeen hij zichzelf nooit vergeven heeft. Hij wordt door diverse mensen en ook inlichtingendiensten gevraagd voor klusjes die onmogelijk en onofficieel zijn. MacGyver krijgt de klus geklaard op de meest onmogelijke manieren.
Hij heeft vele verschillende baantjes tot zijn pad wordt gekruist door Pete Thornton (Dana Elcar), baas van "DXS" (Department of External Services). Pete is onder de indruk van MacGyver hoe hij met een paperclip, schoenveters en een moersleutel een aanslag met bazooka's kan voorkomen. Het resultaat is dat MacGyver voor Pete bij de DXS gaat werken. Hij doet dit op basis van vrijwilligheid. MacGyver mag klussen weigeren (iets wat bijna nooit voorkomt). Door de jaren heen groeit er een hechte vriendschap tussen deze twee met als gevolg dat als Pete bij de 'Phoenix Foundation' gaat werken als directeur van buiten operaties, MacGyver met hem mee gaat.
MacGyver staat altijd klaar om mensen te helpen en bestrijdt onrecht en soms het kwaad.

### Overige personen
Peter ThorntonGespeeld door Dana Elcar. MacGyvers werkgever en beste vriend. Ze hebben elkaar ontmoet toen Pete nog voor de DXS werkte. In de Pilot speelde Dana Elcar de rol van Andy Colson. Pas in de 11e aflevering van het eerste seizoen (afl. Nightmares) gaf Dana Elcar gestalte aan het personage Pete Thornton. In de aflevering Deathlock kwam de onthulling dat Pete en MacGyver elkaar voor het eerst in een woestijn ontmoetten, waarbij MacGyver Pete uit een benarde situatie haalde. Later werd dit veranderd in de aflevering waarin 'Murdoc' voor het eerst voorkwam.
Jack DaltonGespeeld door Bruce McGill. Een piloot die graag snel geld wil verdienen, wat vaak resulteert in Dalton die zich in problemen werkt en MacGyver die hem (en zichzelf) er uit moet redden. Zijn linkerooglid gaat knipperen als hij liegt.
Penny ParkerGespeeld door Teri Hatcher. Als MacGyver op het vliegveld staat met een belangrijke microfilm, komt hij Penny Parker tegen. Helaas voor MacGyver stopt Penny een paar gestolen juwelen in haar zak. Ze worden allebei aangehouden waardoor ze letterlijk met elkaar opgescheept zitten. Uiteindelijk redt hij haar en kruist ze regelmatig MacGyvers' pad.
MurdocGespeeld door Michael Des Barres. Een huurmoordenaar en MacGyvers' aartsvijand is door MacGyver en Petes schuld verbrand in een explosie. Hiervoor heeft hij gezworen zich te wreken op MacGyver. Telkens wanneer MacGyver en Pete denken dat Murdoc dood is, komt hij op de meest onverwachte momenten terug opduiken.
De ColtonsEen familie van premiejagers bestaande uit Mama Colton (Della Reese), Frank (Cleavon Little), Jesse (Richard Lawson) & Billy (Cuba Gooding jr.). Ze worden een voor een voorgesteld tijdens enkele afleveringen. Er is één aflevering geheel aan hen gewijd, waarin MacGyver een bijrol speelt. De bedoeling was dat de Coltons een eigen spin-off zouden krijgen, maar die is er nooit gekomen.
Harry JacksonGespeeld door John Anderson. MacGyvers opa die na het ongeluk met zijn vader een soort vaderfiguur voor MacGyver werd. We komen Harry voor het eerst tegen in de aflevering Target MacGyver waar MacGyver zijn opa weer opzoekt om onder te duiken. In Phoenix Under Siege ontmoet hij zijn opa opnieuw, ze willen naar een match gaan, maar komen terecht in een gijzeling met een bom in de Foundation. In de aflevering Passage krijgt Harry een hartaanval en overlijdt hij. Harry's vrouw werd gespeeld door Jan Jorden.
Nikki CarpenterGespeeld door Elyssa Davalos. Nikki komt bij de Phoenix Foundation in het derde seizoen. Zij speelt voor het eerst mee in de afleveringen Lost Love 1 & 2 In deze afleveringen speelt zij MacGyvers oude liefde Lisa Kohler. Tijdens een mislukte bomaanslag werden de twee van elkaar gescheiden. Pas jaren later ontmoeten zij elkaar weer. In deze aflevering wil zij samen met haar man Nicolai overlopen naar de Verenigde Staten. Daarna speelt zij nog een keer mee in de aflevering Fire And Ice. Hierin speelt zij de zus van Daniel Barrett. In deze aflevering ontmoet zij MacGyver voor het eerst en is ze nog niet werkzaam voor de Phoenix Foundation. Vanaf de aflevering GX-1 werkt zij officieel bij de Phoenix Foundation. Hoewel Nikki en MacGyver vaak van mening verschillen leren ze toch respect voor elkaar te hebben.
Lisa WoodmanGespeeld door Mayim Bialik. MacGyver ontmoet Lisa op een kostschool. Als MacGyver wordt beschuldigd van een moordaanslag helpt Lisa hem vluchten. Later wordt Lisa ontvoerd en MacGyver komt haar helpen.

## Productie
Terwijl hij werkte aan het idee voor MacGyver, was John Rich reeds actief voor de Amerikaanse serie Mr. Sunshine. Nadat deze serie werd stopgezet, werkte Rich samen met Henry Winkler en Lee David Zlotoff het idee voor MacGyver verder uit.
Toen de serie nog in pre-productie was, zochten uitvoerend producenten Henry Winkler en John Rich naar een geschikte acteur voor de hoofdrol. Winkler liet Richard Dean Anderson auditie doen voor de rol vanwege zijn rol in The Love Boat. Volgens Rich was Anderson het meest geschikt voor de rol, daar hij het personage een meer menselijk karakter gaf; iets wat andere potentiële acteurs niet lukte.
De serie werd gedurende de eerste twee seizoenen en het laatste seizoen opgenomen in Zuid-Californië.. Seizoenen 3 t/m 6 werden opgenomen op verschillende locaties rond Vancouver. Het budget voor een aflevering lag op ongeveer 1 miljoen dollar.
Anderson deed veel van de stunts in de serie zelf, maar in latere seizoenen liet hij het zware werk vaker overnemen door stuntmannen vanwege opgelopen verwondingen. Hij blesseerde onder andere zijn rug en moest een voetoperatie ondergaan als gevolg van misgelopen stunts.
De producers van MacGyver wilden dezelfde acteurs meerdere keren in de serie laten voorkomen in verschillende rollen. Kai Wulff speelde bijvoorbeeld Stepan Frolov in de aflevering Every Time She Smiles, Hans Visser in Collision Course, Ladysmith in Black Rhino, en Nicolas Von Leer in Eye of Osiris. Gregory Sierra was te zien in The Gauntlet als generaal Antonio Vasquez, Jack of Lies als kolonel Antunnez, en The Treasure of Manco als kapitein Diaz.

## Uitzendingen
Na een moeizame start van het eerste seizoen werd MacGyver in seizoen 2 een grote hit voor ABC. Tijdens het vierde seizoen klaagde Richard Dean Anderson echter dat ABC de serie niet genoeg zou promoten.
MacGyver werd na zeven seizoenen stopgezet omdat ABC ruimte wilde maken voor The Young Indiana Jones Chronicles, welke echter maar een matig succes was vergeleken bij MacGyver. Volgens Anderson hadden zowel cast als crew het na zeven seizoenen ook wel gehad met de serie.

## Nederland
In Nederland werden de eerste 3 seizoenen van de serie tussen 1986 en 1988 uitgezonden door het publieke Veronica.

## Wereldwijd
In 1994 werd de serie wereldwijd gedistribueerd, waardoor de serie o.a. in België (Eén), Duitsland (Sat.1) en Australië te zien was. Datzelfde jaar kwamen er ook twee televisiefilms uit.

## Media

### Afleveringen
Er zijn 139 afleveringen gemaakt.
Zie: Lijst van afleveringen van MacGyver

### Films
De serie bracht ook twee films voort:
- MacGyver: Lost Treasure of Atlantis
- MacGyver: Trail to Doomsday

Anderson diende zelf als uitvoerend producent voor beide films.

### Dvd's
- MacGyver Season 1: 25 januari 2005
- MacGyver Season 2: 7 juni 2005
- MacGyver Season 3: 6 september 2005
- MacGyver Season 4: 6 december 2005
- MacGyver Season 5: 14 maart 2006
- MacGyver Season 6: 13 juni 2006
- MacGyver Season 7: 24 oktober 2006
- MacGyver The Complete Series: 16 oktober 2007

## Toekomst
In 2003 maakte The WB Television Network een pilotaflevering voor een mogelijke spin-offserie getiteld Young MacGyver. Deze serie zou gaan draaien om MacGyvers neefje Clay, gespeeld door Jared Padalecki. De serie kwam echter niet van de grond.
Op 3 mei 2008 maakte Lee David Zlotoff bekend dat er een nieuwe MacGyver-film op de planning staat. Hij zal de film zelf produceren, samen met Martha De Laurentiis en Raffaella De Laurentiis. Richard Dean Anderson heeft aangegeven interesse te hebben weer de rol van MacGyver te vertolken.
Sinds 2009 blijft het lang stil over de nieuw uit te brengen film. De filmwebsite imdb.com geeft aan dat de film in 2013 uitgebracht zal worden.
In oktober 2015 werd aangekondigd dat er een nieuwe MacGyver-reeks zou verschijnen waarvan CBS de pilotaflevering al had besteld. Lucas Till werd hiervoor gecast als de nieuwe MacGyver.

## Prijzen en nominaties
In 1991 won MacGyver een BMI TV Music Award en een Genesis Award.
De serie werd in 1987, 1989, 1990 en 1992 genomineerd voor een Emmy Award, maar won deze nooit.
In 1990 werd de serie genomineerd voor twee Young Artist Awards: Best Young Actor Guest Starring in a Television Series
(Cuba Gooding jr.) en Best Young Actress Guest Starring in a Television Series (Holly Fields)
De serie werd in 2005 en 2007 genomineerd voor een TV Land Award.